# Arco de Dativo Victor

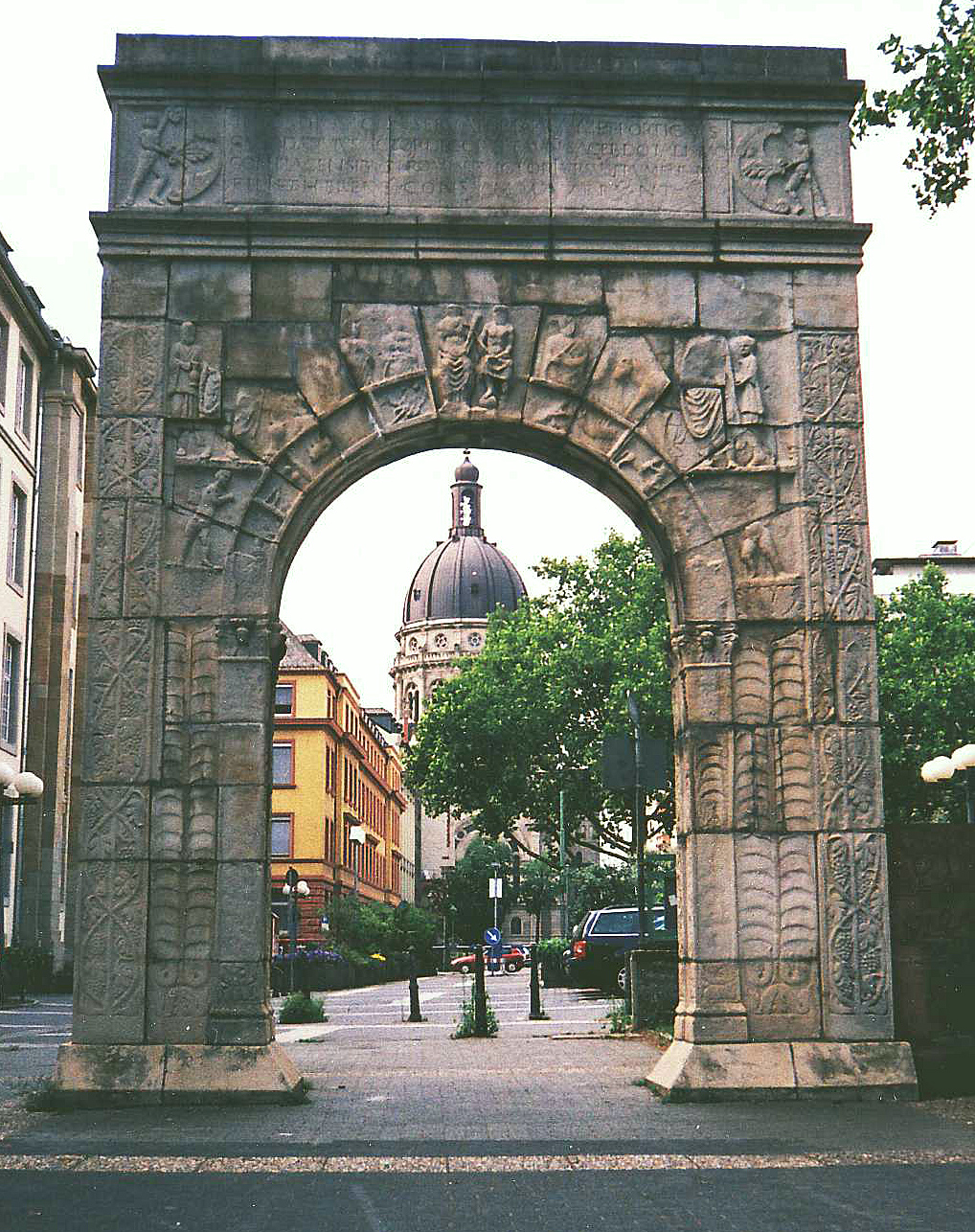
Arco de Dativius Victor en Maguncia.

El Arco de Dativius Victor es una arco de triunfo romano que se encuentra en Maguncia (Alemania), dentro de los monumentos que fueron construidos para prestigiar la antigua Mogontiacum.

## Historia
Edificado en el siglo III, el Arco tiene un solo vano y está colocado en la parte occidental de la Ernst-Ludwig-Platz de Maguncia. La inscripción que aparece en su friso indica que fue edificado bajo el patrocinio del decurio de la civitas Taunensium y Sacerdote del culto imperial de Mogontiacum Dativius Victor, aunque fue concluido después de su muerte por sus hijos, uno de los cuales era frumentarius de la Legio XXII Primigenia. La emigración de Dativus tiene que ver con la inestabilidad de la zona fronteriza provocada por las invasiones de los alamanes, que atacaron y dañaron la civitas Taunensium a mediados del siglo III.
Se creó una reproducción del arco en 1962 y fue reconstruido en 1978. Desde 1980/81 los restos originales están expuestos en el Römischen Germanischen Zentral Museum situado en el palacio del Príncipe Elector de Maguncia.

## Inscripción

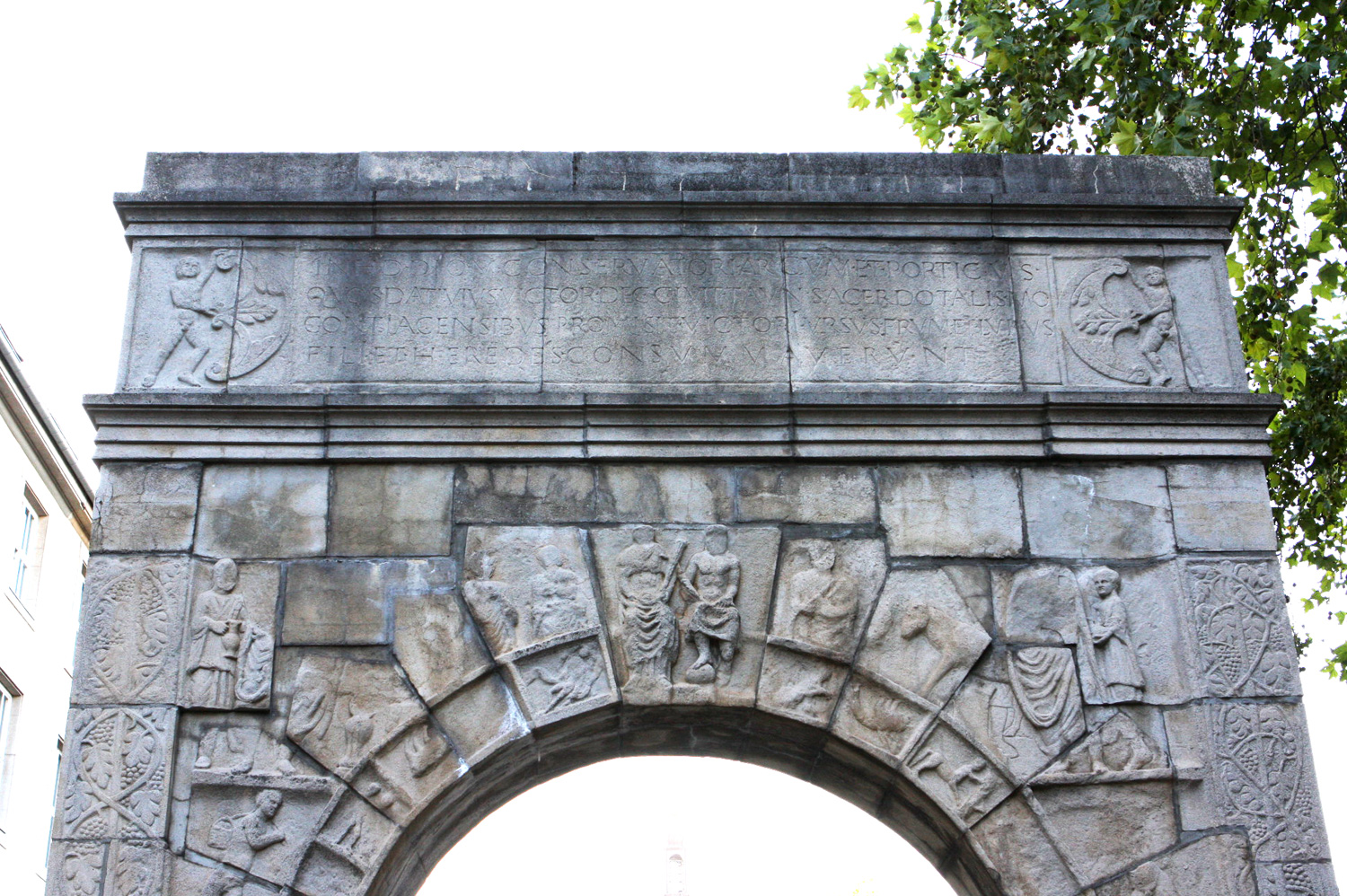
Detalle de la reproducción del Arco de Dativus Victor de Mogontiacum que permite leer el texto de la inscripción y apreciar detalles de los motivos decorativos del arco.

Corresponde con la inscripción CIL XIII 6705 = 11810, cuyo texto se desarrolla como:
IN H(onorem) D(omus) D(ivinae) 

I(ovi) O(ptimo) M(aximo) CONSERVATORI ARCVM ET PORTICVS/

QVOS DATIVIVS VICTOR DEC(urio) CIVIT(atis) TAVN(ensium) SACERDOTALIS

MO/GONTIACENSIBUS [P]ROMISIT

VICTORI(I) VRSVS FRVM(entarius) ET LVPVS/ FILI(I) ET HEREDES CONSVMMAVERVNT
Traducción: En honor de la casa divina (la familia Imperial), a Júpiter Óptimo Máximo Conservador, Dativus Víctor decurión de la ciudad de los Taunenses y sacerdote (del culto imperial) de los Mogontiacenses proveyó (los medios para edificar) un arco y un pórtico. Víctor Urso frumentario (de la Legio XXII Primigenia) y (Víctor) Lupo sus hijos y herederos lo terminaron.

## Bibliografía

Plano de la evolución de Mogontiacum entre los siglos I y V, con indicación de la situación de sus principales monumentos, entre otros, el Arco de Dativo Victor.